# 金石蛏
，是贻贝目壳菜蛤科石蜊属的一种。主要分布于南海、中国大陆、台湾，常栖息在潮间带的珊瑚礁中，穴居于石灰石及珊瑚礁中。